# Camarotoscena bianchii
Camarotoscena bianchii är en insektsart som beskrevs av Loginova 1975. Camarotoscena bianchii ingår i släktet Camarotoscena och familjen rundbladloppor. Inga underarter finns listade i Catalogue of Life.